# Continental Airlines
Continental Airlines var et flyselskab fra USA, med hovedsæde i Houston, Texas. I 2010 blev Continental fusioneret med UAL Corporation og dermed United Airlines.
Det var det 4 største selskab med base i landet, og fløj til over 300 destinationer i det meste af verden. Selskabet havde i juni 2009 43.246 ansatte.
Siden 2005 var Continental medlem af SkyTeam, men skiftede 27. oktober 2009 over til Star Alliance.
Til Danmark havde selskabet en rute fra Newark Liberty International Airport til Københavns Lufthavn. Den blev fløjet med et Boeing 757 fly.